# Pico do Cabugi
O Pico do Cabugi, conhecido também como Serra do Cabugi e Serrote da Itaretama, é uma formação rochosa localizada no município de Angicos, no estado brasileiro do Rio Grande do Norte. Segundo fontes científicas, é um vulcão que não teve forças para explodir no Brasil e que, até hoje, apresenta sua forma original.
Possui 590 metros de altitude, e está localizado no Parque Ecológico Pico do Cabugi no município de Angicos, estado do Rio Grande do Norte. Passagem obrigatória entre Natal e Mossoró, as duas principais cidades do estado, sua imagem (Serra do Cabugi), bastante difundida no estado potiguar, é praticamente um de seus símbolos informais, a ponto de que cabugi seja utilizado como metonímia ao Rio Grande do Norte.
Composto principalmente por rochas basálticas alcalinas intrusivas, está associado a um importante evento magmático terciário da região, responsável por diversos corpos rochosos espalhados pelo estado do Rio Grande do Norte. Sua idade isotópica é uma das mais mais recentes das rochas ígneas brasileiras (aproximadamente 19 milhões de anos). Sua forma é parecida com um domo de lava devido à erosão diferencial, pois sua rocha constituintes não é riólito ou dacito, mas sim basalto alcalino. A rocha contêm xenólitos ultramáficos originados do manto.
O pesquisador Lenine Pinto chega a defender que o Brasil foi descoberto em Touros, e que o verdadeiro Monte Pascoal é o Pico do Cabugi.
Aparece no jogo eletrônico Civilization VI como um vulcão adormecido